# ريس براون (لاعب كرة قدم)
ريس براون (بالإنجليزية: Reece Brown) هو لاعب كرة قدم بريطاني في مركز الوسط، ولد في 3 مارس 1996 في Dudley ‏ في المملكة المتحدة. لعب مع برمنغهام سيتي وفوريست غرين ونادي تشيسترفيلد ونوتس كاونتي.

## وصلات خارجية
- ريس براون على موقع الاتحاد الأوربي (الإنجليزية)
- ريس براون على موقع قاعدة بيانات كرة القدم.إي يو (الإنجليزية)
- ريس براون على موقع Soccerbase.com (لاعب) (الإنجليزية)
- ريس براون على موقع Soccerway.com (الإنجليزية)
- ريس براون على موقع عالم كرة القدم.نت (الإنجليزية)